# Metalectra nireus
Metalectra nireus là một loài bướm đêm trong họ Erebidae.